# Trichocyclus arabana
Trichocyclus arabana là một loài nhện trong họ Pholcidae. Loài này được phát hiện ở Tây Úc, Lãnh thổ Bắc Úc và Nam Úc.